# شوتارو ماميا
شوتارو ماميا (باليابانية: 間宮祥太朗)، من مواليد 11 يونيو 1993، هو ممثل ياباني، وممثل في شركة تريستون للترفيه.

## الأعمال

### أفلام
| السنة | العنوان                     | الدور         | م.    |
| ----- | --------------------------- | ------------- | ----- |
| 2019  | حيلة مثيرة: فتاة تلتقي بفتى | شينوغو ناريتا | [ 3 ] |

## روابط خارجية
- الموقع الرسمي
 – Official profile by his affiliated office باللغة اليابانية
- الموقع الرسمي
 باللغة اليابانية